# 조세구제제도
조세구제제도(租稅救濟制度) 또는 조세불복제도(租稅不服制度)는 납세자의 권리 보호를 위한 제도이다. 사전적 권리구제제도로 과세전적부심사가 있고, 사후적 권리구제제도로 국세기본법에 이의신청, 심사청구, 심판청구가 있고 감사원법에 감사원 심사청구가 있다. 행정심판법에 대해 국세기본법의 구제제도가 특별법이므로 행정심판을 하지 못한다. 행정심판과 달리 전치주의가 적용된다. 행정소송을 제기하려면 국세기본법과 감사원법의 구제제도부터 거쳐야 한다. 집행부정지 원칙에 따라 불복을 제기해도 과세 절차는 계속된다. 다만 납세자가 재해를 받은 경우 또는 공매의 경우에 관청의 판단에 의해 정지할 수 있다.
불복청구는 위법 또는 부당한 처분을 받거나 필요한 처분을 받지 못함으로써 권리 또는 이익의 침해를 받은 경우에 가능하므로 개괄주의를 취하고 있다고 할 수 있다. 의견진술은 청구인과 처분청(심판청구에 한정)이 할 수 있다. 그러나 재결청이 필요없다고 할 때에는 하지 못한다.
조세범처벌절차법에 의한 통고 처분과 불복청구한 처분은 불복청구할 수 없다. 다만 이의신청한 처분에 대해 심사청구, 심판청구를 할 수 있다. 국세청장이 조사하고 결정한 처분에 대해서는 이의신청할 수 없다. 국세청장의 과세표준 조사, 결정에 의한 처분과 국세청의 감사 결과에 따라 시정한 처분 등이 그렇다.
이익의 침해를 받은 당사자, 이해관계인(제2차 납세의무자로서 납부통지서를 받은 자, 물적 납세의무를 지는 자로서 납부통지서를 받은 자, 보증인 등), 대리인(변호사, 세무사, 세무사법에 따라 등록한 공인회계사) 들이 불복을 청구할 수 있는 자들이다.
청구기한은 과세전적부심사는 처분이 있은 것을 안 날로부터 30일 이내이다. 다른 청구들은 90일 이내이다. 기한 연장 사유로 신청기간 내에 이의신청을 할 수 없는 경우 그 사유가 소멸한 날부터 14일 이내에 청구할 수 있다.
결정에는 각하, 기각, 인용이 있다. 절차 요건을 갖추지 못한 때 각하, 청구가 이유 없는 때 기각, 이유 있는 때 인용한다. 결정을 하였을 때에는 결정기간 내에 그 이유를 기재한 결정서로 불복청구인에게 통지하여야 한다.

## 과세전적부심사
말 그대로 과세 전에 적법성을 심사하는 제도이다. 세무조사 결과에 대한 서면 통지나 과세예고통지 등을 받은 자는 받은 날로부터 30일 이내에 심사를 청구할 수 있다. 심사는 30일 이내에 한다.

## 사후적 권리구제제도

### 국세기본법
1.이의신청: 이의신청은 90일 내에 한다. 결정은 30일 내에 한다.
2.심사청구: 심사청구도 90일 내에 한다. 결정도 90일 내에 한다.
3.심판청구: 심판청구도 90일 내에 한다. 결정도 90일 내에 한다.

### 감사원법: 감사원심사청구
감사원 심사청구도 90일 내에 한다. 결정은 3월 내에 한다.

### 행정소송
국세기본법과 감사원법의 구제를 받은 결과에 불복하려면 90일 내 행정소송을 제기한다.